# Кручов
Кручов (слч. Kručov) насељено је мјесто са административним статусом сеоске општине (слч. obec) у округу Стропков, у Прешовском крају, Словачка Република.

## Становништво
| Година:    | 1994. | 2004.   | 2014.   | 2024.   |
| ---------- | ----- | ------- | ------- | ------- |
| Број људи: | 249   | 234     | 218     | 202     |
| Разлика:   |       | -6,02 % | -6,83 % | -7,33 % |

| Година:    | 2023. | 2024.   |
| ---------- | ----- | ------- |
| Број људи: | 201   | 202     |
| Разлика:   |       | +0,49 % |

Према подацима о броју становника из 2024. године насеље је имало 202 становника.